# Filipinos in der Schweiz
Die über 10.000 Filipinos in der Schweiz bestehen aus Migranten aus den Philippinen in der Schweiz und aus ihren Nachkommen.
Sie sprechen zumeist Filipino und eine der vielen lokalen Sprachen der Philippinen, teilweise auch Spanisch als Muttersprache, daneben Englisch, die zweite Amtssprache der Philippinen, und zunehmend auch Deutsch, Französisch oder Italienisch.
Im Frühjahr 1975 hatte die Schweiz 188 philippinische Bürger, die im Land lebten. Bis zum Jahr 2005 hatte sich die Zahl der philippinischen Staatsbürger in der Schweiz auf 3547 vervielfacht. Von den 1970er Jahren bis zu den 1990ern kamen zahlreiche Filipinas in die Schweiz als Gastarbeiter, vor allem als Krankenschwestern. In den 1980er Jahren kamen einige Filipinas mit einer Erlaubnis von 10 Monaten, offiziell um als Kabaretttänzerinnen zu arbeiten; in der Realität wurden viele zur Prostitution gezwungen. Die Migration durch Heirat war ein weiterer verbreiteter Weg in die Schweiz. Nach 1992 erhielten die mit Schweizer Bürgern Verheirateten nicht mehr automatisch die Schweizer Staatsbürgerschaft. Der Trend vieler Filipinos, mit einem Touristenvisum in die Schweiz zu kommen und dann zu bleiben, um Arbeit zu finden, begann in den 1990er Jahren.